# Oddone Boverio
Oddone Boverio (1115 circa – 1185 circa) marchese di Loreto, appartenente alla dinastia degli Aleramici.

## Biografia
Oddone Boverio fu l'ultimo dei figli di Bonifacio del Vasto e di Agnese di Vermandois. Nel 1142, a seguito della divisione dei territori del padre fra i fratelli, Oddone divenne marchese di Loreto, a capo di un territorio che comprendeva diversi comuni della zona, fra cui Montaldo Scarampi.
Nel 1149 Oddone fece una dedizione di Loreto al comune di Asti, dal quale lo riottenne come feudo.
Oddone Boverio morì senza discendenti e il suo territorio venne suddiviso fra il comune di Asti e il marchese di Ceva Guglielmo I, suo nipote.

## Ascendenza
|                        |                     |                          | Genitori               |  |  | Nonni |  |  | Bisnonni |  |  | Trisnonni |  |
|                        |                     |                          |                        |  |  |       |  |  | …        |  |  | …         |  |
|                        |                     |                          |                        |  |  |       |  |  | …        |  |  | …         |  |
|                        |                     | …                        |                        |  |  |       |  |  | …        |  |  |           |  |
| Teutone del Vasto      |                     |                          |                        |  |  |       |  |  | …        |  |  |           |  |
|                        |                     | …                        | …                      |  |  |       |  |  |          |  |  |           |  |
|                        |                     | …                        | …                      |  |  |       |  |  |          |  |  |           |  |
|                        |                     | …                        | …                      |  |  |       |  |  |          |  |  |           |  |
| Bonifacio del Vasto    |                     | …                        |                        |  |  |       |  |  |          |  |  |           |  |
|                        |                     | Olderico Manfredi II     | Olderico Manfredi I    |  |  |       |  |  |          |  |  |           |  |
|                        |                     | Olderico Manfredi II     | Olderico Manfredi I    |  |  |       |  |  |          |  |  |           |  |
|                        |                     | Olderico Manfredi II     | Prangarda di Canossa   |  |  |       |  |  |          |  |  |           |  |
| Berta di Torino        |                     | Olderico Manfredi II     |                        |  |  |       |  |  |          |  |  |           |  |
|                        |                     | Berta di Milano          | …                      |  |  |       |  |  |          |  |  |           |  |
|                        |                     | Berta di Milano          | …                      |  |  |       |  |  |          |  |  |           |  |
|                        |                     | Berta di Milano          | …                      |  |  |       |  |  |          |  |  |           |  |
| Oddone Boverio         |                     | Berta di Milano          |                        |  |  |       |  |  |          |  |  |           |  |
|                        | Enrico I di Francia | Roberto II di Francia    |                        |  |  |       |  |  |          |  |  |           |  |
|                        | Enrico I di Francia | Roberto II di Francia    |                        |  |  |       |  |  |          |  |  |           |  |
|                        | Enrico I di Francia | Costanza d'Arles         |                        |  |  |       |  |  |          |  |  |           |  |
| Ugo I di Vermandois    | Enrico I di Francia |                          |                        |  |  |       |  |  |          |  |  |           |  |
|                        |                     | Anna di Kiev             | Jaroslav I di Kiev     |  |  |       |  |  |          |  |  |           |  |
|                        |                     | Anna di Kiev             | Jaroslav I di Kiev     |  |  |       |  |  |          |  |  |           |  |
|                        |                     | Anna di Kiev             | Ingegerd Olofsdotter   |  |  |       |  |  |          |  |  |           |  |
| Agnese di Vermandois   |                     | Anna di Kiev             |                        |  |  |       |  |  |          |  |  |           |  |
|                        |                     | Erberto IV di Vermandois | Ottone I di Vermandois |  |  |       |  |  |          |  |  |           |  |
|                        |                     | Erberto IV di Vermandois | Ottone I di Vermandois |  |  |       |  |  |          |  |  |           |  |
|                        |                     | Erberto IV di Vermandois | Pavia                  |  |  |       |  |  |          |  |  |           |  |
| Adelaide di Vermandois |                     | Erberto IV di Vermandois |                        |  |  |       |  |  |          |  |  |           |  |
|                        |                     | Adelaide di Valois       | Rodolfo IV di Vexin    |  |  |       |  |  |          |  |  |           |  |
|                        |                     | Adelaide di Valois       | Rodolfo IV di Vexin    |  |  |       |  |  |          |  |  |           |  |
|                        |                     | Adelaide di Valois       | Adele di Bar-sur-Aube  |  |  |       |  |  |          |  |  |           |  |
|                        |                     | Adelaide di Valois       |                        |  |  |       |  |  |          |  |  |           |  |